# Visites pastorals del Papa Pau VI

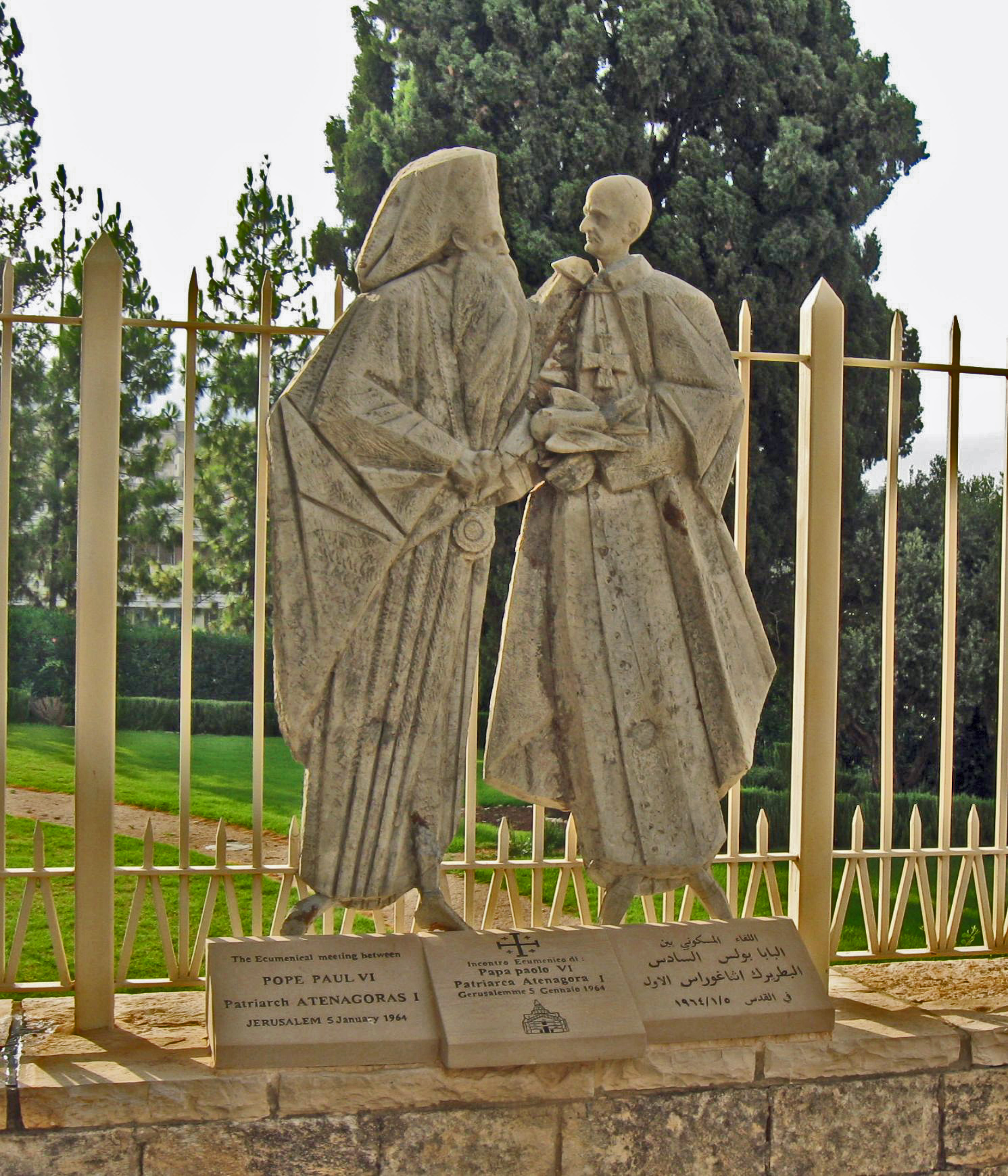
Escultura commemorativa de la trobada entre Pau VI i el patriarca ecumènic Athenàgoras I a Jerusalem

La llista de visites pastorals del papa Pau VI detalla els viatges del primer papa que va abandonar Itàlia des del 1809, representant la primera peregrinació papal a Terra Santa i la primera visita papal a les Amèriques, a Àfrica, Oceania i Àsia. Va visitar sis continents, i va ser el papa més viatjat de la història fins aleshores, guanyant-se el sobrenom de "el papa pelegrí".Amb els seus viatges va obrir noves vies pel papat, que van ser continuades pels seus successors papes Joan Pau II, Benet XVI i Francesc. Va viatjar a Terra Santa el 1964 on es va reunir amb el patriarca ecumènic Atenàgores I a Jerusalem, el que va portar a rescindir les excomunions del Gran Cisma, que havia tingut lloc el 1054. El papa va viatjar també als Congressos Eucarístics a Bombai, Índia i Bogotà, Colòmbia. Durant la primera visita papal als Estats Units a l'octubre de 1965, Pau VI es va reunir amb el president Lyndon B. Johnson i es va dirigir a les Nacions Unides. Cinquanta anys després de la primera aparició de la Mare de Déu de Fàtima, va visitar el santuari el 1967. Va realitzar una visita pastoral a Àfrica el 1969. Després d'un viatge de 1970 a diverses nacions asiàtiques i del Pacífic, no va realitzar viatges internacionals addicionals. Va morir el 6 d'agost de 1978.

## Visites

Països visitats per Pau VI

### A Itàlia
- 11 d'agost de 1964: Orvieto[9]

Pelegrinatge en ocasió del 700è aniversari de la butlla "Transiturus".
- 24 d'octubre de 1964: Montecassino[9]
- 10 de juny de 1965: Pisa[9]

El Papa assistí al Congres Eucarístic Nacional.
- 1 de setembre de 1966: Alatri, Fumone, Ferentino i Anagni[9]
- 11 de setembre de 1966: Carpineto Romano i Colleferro[9]
- 24 de desembre de 1966: Florència[9]

El Papa visità Florència, afectada per severes innundacions el 4 de novembre d'aquell any.
- 24 i 25 de desembre de 1968: Tàrent[9]
- 24 d'abril de 1970: Cagliari[9]
- 3 de setembre de 1971: Albano[9]
- 8 de setembre de 1971: Subiaco[9]
- 16 de setembre de 1972: Udine, Venècia i Aquileia[9]

El Papa assistí al Congres Eucarístic Nacional a Udine.
- 24 de desembre de 1972: Ponzano Romano i Sant'Oreste[9]
- 14 de setembre de 1974: Aquino[9]
- 8 d'agost de 1976: Bolsena[9]

El Papa visità Bolsena en ocasió de la clausura del Congres Eucarístic Internacional a Filadèlfia.
- 17 de setembre de 1977: Pescara[10]

El Papa assistí al Congres Eucarístic Nacional.

### Fora d'Itàlia
| Viatge | Dates                                   | Nacions visitades    | Llocs visitats                                          | Notes |
| ------ | --------------------------------------- | -------------------- | ------------------------------------------------------- | --- |
| 1.     | 4–6 de gener de 1964                    | Jordània             | Amman, Ciutat vella de Jerusalem (costat jordà), Betlem | Aquesta va ser la primera vegada en que un pontífex regnant agafava un avió, el primer pelegrinatge papal a Terra Santa, i la primera vegada en un segle que el Papa abandonava Itàlia. Paul V es trobà amb el rei Hussein de Jordània a Amman i amb el Patriarca Atenàgores I de Constantinoble al Mont de les Oliveres a Jerusalem. |
| 1.     | 5 de gener de 1964                      | Israel               | Megiddo, Nazareth, mar de Galilea                       | Aquesta va ser la primera vegada en que un pontífex regnant agafava un avió, el primer pelegrinatge papal a Terra Santa, i la primera vegada en un segle que el Papa abandonava Itàlia. Paul V es trobà amb el rei Hussein de Jordània a Amman i amb el Patriarca Atenàgores I de Constantinoble al Mont de les Oliveres a Jerusalem. |
| 2.     | 2 de desembre de 1964                   | Líban                | Beirut                                                  | escala |
| 2.     | 2–5 de desembre de 1964                 | Índia                | Mumbai                                                  | Assistí al 38è Congrés Eucarístic Internacional |
| 3.     | 4 d'octubre de 1965                     | Estats Units         | Nova York                                               | El Papa es reuní amb el President Lyndon B. Johnson, es dirigí a l'Assemblea General de les Nacions Unides, celebrà la missa al Yankee Stadium i visità la Fira Mundial de Nova York. |
| 4.     | 13 de maig de 1967                      | Portugal             | Fàtima                                                  | Pelegrinatge al santuari marià |
| 5.     | 25–26 de juliol de 1967                 | Turquia              | Istanbul, Ephesus, Esmirna                              | Segona trobada amb el Patriarca Atenàgores I. |
| 6.     | 22–24 d'agost de 1968                   | Colòmbia             | Bogotà                                                  | Assistí al 39è Congrés Internacional Eucarístic. |
| 6.     | 24 d'agost de 1968                      | Bermudes             | Hamilton, Bermuda                                       | Escala |
| 7.     | 10 de juny de 1969                      | Suïssa               | Ginebra                                                 | Pau VI es dirigí a l'Organització Internacional del Treball. |
| 8.     | 31 de juliol de–2 d'agost de 1969       | Uganda               | Kampala, Namugongo                                      | La primera visita papal a un país africà. El Papa assistí a la celebració eucarística a Jampala a la conclusió del Symposium organitzat pels bisbes d'Àfrica. Es trobà amb el President Milton Obote i membres del Parlament; així com amb representants dels líders religiosos del país. |
| 9.     | 26–27 de novembre de 1970               | Iran                 | Teheran                                                 | El darrer viatge papal el portà a nou països. Pau VI es trobà amb diversos caps d'estat, incloent el Shah Mohammad Reza Pahlavi de l'Iran, el President Ferdinand Marcos de les Filipines, el O le Ao o le Malo de Samoa Malietoa Tanumafili II, el Governador-General Paul Hasluck d'Austràlia, i el President Suharto d'Indonèsia. El 27 de novembre de 1970, el Papa va ser l'objectiu d'un intent d'assassinat a mans de Benjamín Mendoza i Amor Flores a l'aeroport de Manila, a les Filipines. |
| 9.     | 27 de novembre de 1970                  | Pakistan             | Dhaka                                                   | El darrer viatge papal el portà a nou països. Pau VI es trobà amb diversos caps d'estat, incloent el Shah Mohammad Reza Pahlavi de l'Iran, el President Ferdinand Marcos de les Filipines, el O le Ao o le Malo de Samoa Malietoa Tanumafili II, el Governador-General Paul Hasluck d'Austràlia, i el President Suharto d'Indonèsia. El 27 de novembre de 1970, el Papa va ser l'objectiu d'un intent d'assassinat a mans de Benjamín Mendoza i Amor Flores a l'aeroport de Manila, a les Filipines. |
| 9.     | 27-29 de novembre de 1970               | Filipines            | Manila                                                  | El darrer viatge papal el portà a nou països. Pau VI es trobà amb diversos caps d'estat, incloent el Shah Mohammad Reza Pahlavi de l'Iran, el President Ferdinand Marcos de les Filipines, el O le Ao o le Malo de Samoa Malietoa Tanumafili II, el Governador-General Paul Hasluck d'Austràlia, i el President Suharto d'Indonèsia. El 27 de novembre de 1970, el Papa va ser l'objectiu d'un intent d'assassinat a mans de Benjamín Mendoza i Amor Flores a l'aeroport de Manila, a les Filipines. |
| 9.     | 30 de novembre de 1970                  | Samoa Nord-americana | Pago Pago                                               | El darrer viatge papal el portà a nou països. Pau VI es trobà amb diversos caps d'estat, incloent el Shah Mohammad Reza Pahlavi de l'Iran, el President Ferdinand Marcos de les Filipines, el O le Ao o le Malo de Samoa Malietoa Tanumafili II, el Governador-General Paul Hasluck d'Austràlia, i el President Suharto d'Indonèsia. El 27 de novembre de 1970, el Papa va ser l'objectiu d'un intent d'assassinat a mans de Benjamín Mendoza i Amor Flores a l'aeroport de Manila, a les Filipines. |
| 9.     | 30 de novembre de 1970                  | Samoa Occidental     | Leulumoega                                              | El darrer viatge papal el portà a nou països. Pau VI es trobà amb diversos caps d'estat, incloent el Shah Mohammad Reza Pahlavi de l'Iran, el President Ferdinand Marcos de les Filipines, el O le Ao o le Malo de Samoa Malietoa Tanumafili II, el Governador-General Paul Hasluck d'Austràlia, i el President Suharto d'Indonèsia. El 27 de novembre de 1970, el Papa va ser l'objectiu d'un intent d'assassinat a mans de Benjamín Mendoza i Amor Flores a l'aeroport de Manila, a les Filipines. |
| 9.     | 30 de novembre de–3 de desembre de 1970 | Austràlia            | Sydney                                                  | El darrer viatge papal el portà a nou països. Pau VI es trobà amb diversos caps d'estat, incloent el Shah Mohammad Reza Pahlavi de l'Iran, el President Ferdinand Marcos de les Filipines, el O le Ao o le Malo de Samoa Malietoa Tanumafili II, el Governador-General Paul Hasluck d'Austràlia, i el President Suharto d'Indonèsia. El 27 de novembre de 1970, el Papa va ser l'objectiu d'un intent d'assassinat a mans de Benjamín Mendoza i Amor Flores a l'aeroport de Manila, a les Filipines. |
| 9.     | 3–4 de desembre de 1970                 | Indonèsia            | Jakarta                                                 | El darrer viatge papal el portà a nou països. Pau VI es trobà amb diversos caps d'estat, incloent el Shah Mohammad Reza Pahlavi de l'Iran, el President Ferdinand Marcos de les Filipines, el O le Ao o le Malo de Samoa Malietoa Tanumafili II, el Governador-General Paul Hasluck d'Austràlia, i el President Suharto d'Indonèsia. El 27 de novembre de 1970, el Papa va ser l'objectiu d'un intent d'assassinat a mans de Benjamín Mendoza i Amor Flores a l'aeroport de Manila, a les Filipines. |
| 9.     | 4 de desembre de 1970                   | Hong Kong            | Hong Kong                                               | El darrer viatge papal el portà a nou països. Pau VI es trobà amb diversos caps d'estat, incloent el Shah Mohammad Reza Pahlavi de l'Iran, el President Ferdinand Marcos de les Filipines, el O le Ao o le Malo de Samoa Malietoa Tanumafili II, el Governador-General Paul Hasluck d'Austràlia, i el President Suharto d'Indonèsia. El 27 de novembre de 1970, el Papa va ser l'objectiu d'un intent d'assassinat a mans de Benjamín Mendoza i Amor Flores a l'aeroport de Manila, a les Filipines. |
| 9.     | 4–5 de desembre de 1970                 | Ceylon               | Colombo                                                 | El darrer viatge papal el portà a nou països. Pau VI es trobà amb diversos caps d'estat, incloent el Shah Mohammad Reza Pahlavi de l'Iran, el President Ferdinand Marcos de les Filipines, el O le Ao o le Malo de Samoa Malietoa Tanumafili II, el Governador-General Paul Hasluck d'Austràlia, i el President Suharto d'Indonèsia. El 27 de novembre de 1970, el Papa va ser l'objectiu d'un intent d'assassinat a mans de Benjamín Mendoza i Amor Flores a l'aeroport de Manila, a les Filipines. |